# Korfská deklarace

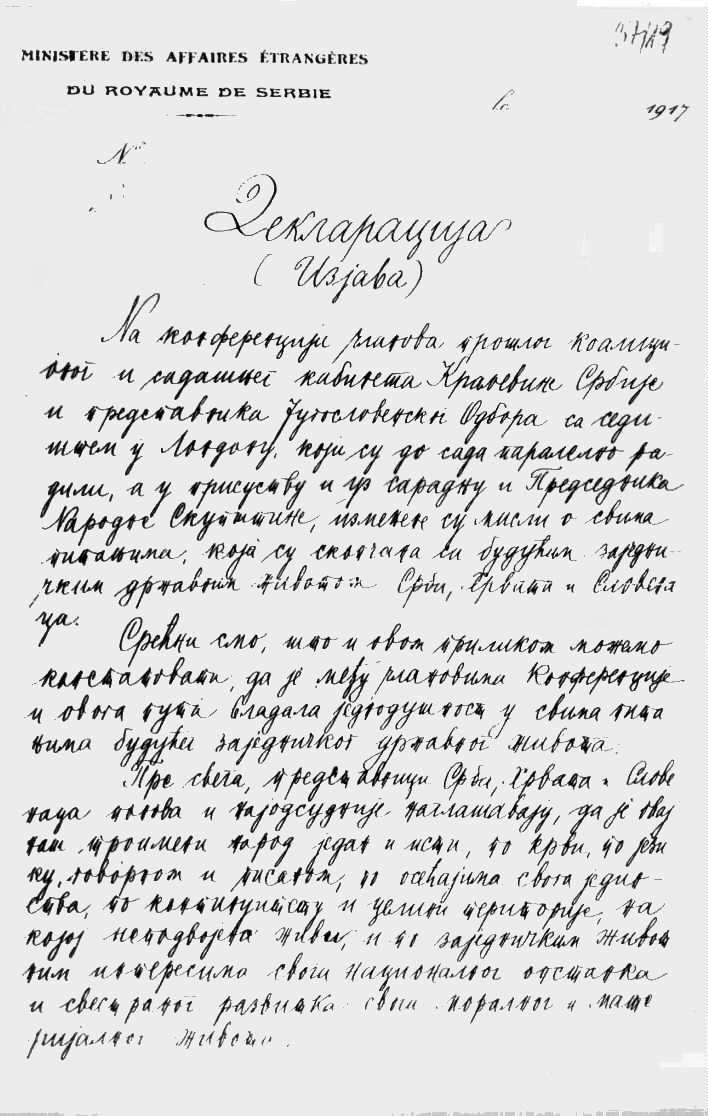
Korfská deklarace (strana 1)

Korfská deklarace je dohoda, podepsaná 20. července 1917 předsedou vlády Srbského království Nikolou Pašićem a zástupcem jihoslovanského výboru Ante Trumbićem.

## Důvod
Korfská deklarace byla podepsána na řeckém ostrově Korfu a prohlašovala vytvoření království Srbů, Chorvatů a Slovinců spojením balkánských zemí státu SHS (Slovinsko, Srbské království, Chorvatsko, Bosna a Hercegovina) a Černohorského království pod vládou srbské královské dynastie Karađorđevićů. Součástí dohody bylo i začlenění Kosova a Makedonie.

## Podepsání

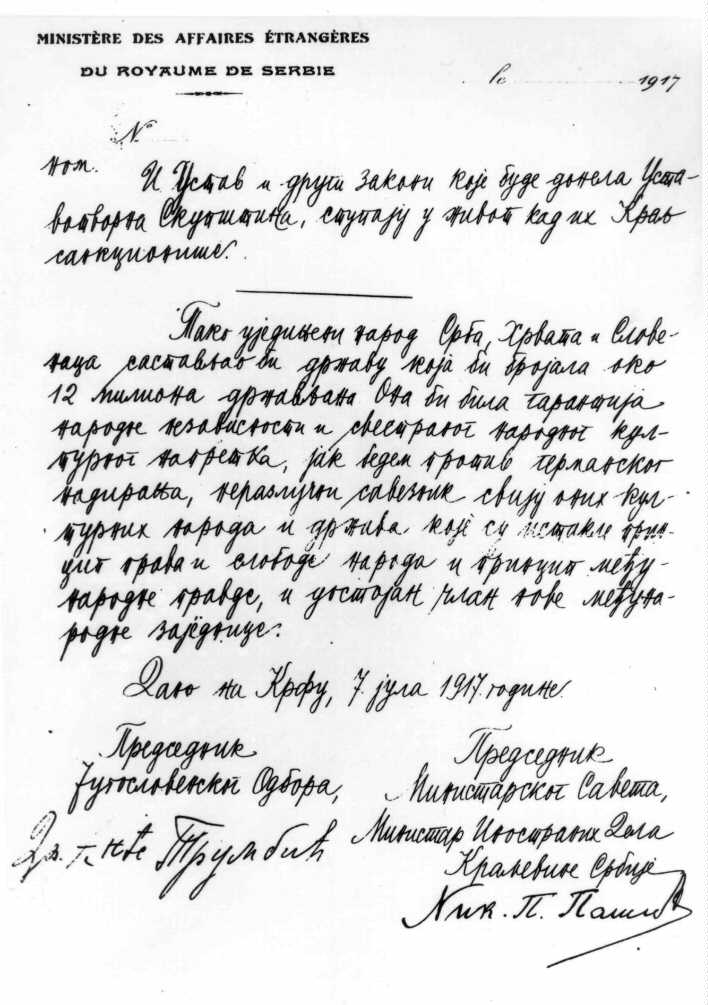
Korfská deklarace (strana 2)

V roce 1916 se členové exilového srbského parlamentu rozhodli vytvořit Království Srbů, Chorvatů a Slovinců (později Jugoslávii) v budově korfského městského divadla.
Deklarace byla podepsána těsně před koncem první světové války, dne 20. července 1917 srbským předsedou vlády Nikolou Pašićem a Ante Trumbićem, předsedou jihoslovanského výboru za podpory Velké Británie a Francie.
Podepsání Korfské deklarace byl prvním krokem k vytvoření nové parlamentní monarchie - jugoslávského státu, v čele s vládci dynastie Karađorđevićů. Motto Jedan narod, jedan kralj, jedna država mělo představovat sílu spojených území v jedno, spojení tří (ve skutečnosti šesti) národů v jeden pod vládou jednoho panovníka. Tři hlavní národy - Srbové, Chorvati a Slovinci - měly používat jednu abecedu, být si rovny před zákonem a být věrné ústavě.
| „                                           | Tento nový stát bude zárukou jejich národní nezávislosti a obecnému národnímu a civilizačnímu pokroku, a mocnou obranou proti nátlaku Němců. | “ |
| — Věta zakončující Korfskou deklaraci; 1917 | |   |

Nejvýraznějšími osobnostmi deklarace na Korfu byl Nikola Pašić a Ante Trumbić, kteří pracovali na překonání srbského odporu. Pašić a srbský soud zůstávali u myšlenky vytvořit Velké Srbsko pomocí jednostranných územních zisků. Únorová revoluce v Rusku ale smetla všechny diplomatické plány Srbska.
Výsledkem deklarace bylo vyhlášení království Srbů, Chorvatů a Slovinců 1. prosince 1918. Trumbić byl jmenován ministrem zahraničních věcí a Pašićovo vysoké postavení ve vládě bylo nakonec velmi oslabeno.